# Pterolophia mouhoti
Pterolophia mouhoti là một loài bọ cánh cứng trong họ Cerambycidae.